# Alexander (film)
Alexander er en amerikansk film fra 2004. Filmen er baseret på Alexander den stores liv, som spilles af Colin Farrell. Filmen blev instrueret af Oliver Stone som også var med som manuskriptforfatter. Filmen handler om den 30-år gamle Alexander den store som havde erobret næsten hele den da kendte verden, efter at han overtog tronen efter at faderen Filip 2. af Makedonien var blevet myrdet. Han var på felttog mod Persien, Egypten, og Indien i løbet af de kommende otte år.

## Medvirkende
- Colin Farrell som Alexander
  - Jessie Kamm som Alexander (barn)
  - Connor Paolo som Alexander (ung)
- Angelina Jolie som Olympias
- Val Kilmer som Filip 2. af Makedonien
- Anthony Hopkins som Gamle Ptolemaios 1. af Ægypten
  - Elliot Cowan som Ptolemaios
  - Robert Earley som Ptolemaios (ung)
- Jared Leto som Hefaistion
  - Patrick Carroll som Hefaistion (ung)
- Rosario Dawson som Roxana
- Christopher Plummer som Aristoteles
- David Bedella som skriver Cadmus
- Brian Blessed som brydetræner
- Gary Stretch som Kleitos den Sorte
- John Kavanagh som Parmenion
- Nick Dunning som Attalos
- Marie Meyer som Eurydike
- Mick Lally som hestesælger
- Joseph Morgan som Philotas
- Ian Beattie som Antigonos
- Jonathan Rhys Meyers som Kassander
  - Morgan Christopher Ferris som Kassander (ung)
- Denis Conway som Nearchos
  - Peter Williamson som Nearchos (ung)
- Neil Jackson som Perdikkas
  - Aleczander Gordon som Perdikkas (ung)
- Garrett Lombard som Leonnatos
- Chris Aberdein som Polyperchon
- Rory McCann som Krateros
- Raz Degan som Dareios
- Stéphane Ferrara som Bessos
- Francisco Bosch som Bagoas
- Annelise Hesme som Stateira
- Toby Kebbell som Pausanias
- Féodor Atkine som Oxyartes
- Bin Bunluerit som Poros af Pauravas
- Brian McGrath som doktor
- Oliver Stone (ukrediteret) som makedonsk soldat ved Zeus-statue